# Alvdal
Alvdal es un municipio de la condado de Innlandet en la región de Østlandet, Noruega. A 1 de enero de 2018 tenía una población estimada de 2424 habitantes.
Se encuentra ubicado al noreste de la región, cerca de la frontera con Suecia, en la zona de los Alpes escandinavos.